# Enrico Gilardi
Enrico Gilardi, född 20 januari 1957 i Italien, är en italiensk basketspelare som tog tog OS-silver 1980 i Moskva. Detta var Italiens första basketmedalj i OS, och det kom att dröja till baskettävlingarna vid OS 2004 i Aten innan nästa medalj - ett silver - togs. Han avslutade sin karriär 1991 i Filodoro Napoli.